# Pterocomma baicalense
Pterocomma baicalense är en insektsart. Pterocomma baicalense ingår i släktet Pterocomma och familjen långrörsbladlöss. Inga underarter finns listade i Catalogue of Life.